# Elisabeth Kuhlmann
Anna Margarethe Elisabeth Kuhlmann (* 14. Juni 1901 in Bremen; † 22. April 1987 in Lüneburg) war eine deutsche Schauspielerin.

## Leben
Die Tochter des Arbeiters Christian Kuhlmann und seiner Gattin Anna Margarethe, geb. Kröger, nahm privaten Schauspielunterricht bei Nelly Hönigswald und arbeitete danach für zwei Jahre als Elevin am Deutschen Schauspielhaus Hamburg. Es folgten Engagements in Hamburg, Kiel, am Bremer Künstlertheater und am Theater der Freien Hansestadt Bremen sowie an den Städtischen Bühnen Frankfurt am Main. Dort spielte sie zahlreiche Charakterrollen wie die „Marietta“ in Georg Kaisers Alain und Elise, die „Ulita“ in Ostrowskis Der Wald, die „Elisa“ in Victorien Sardous Madame Sans-Gene, „Simons Weib“ in Georg Büchners Stück Dantons Tod, die „Higa Jiga“ in John Patricks Kleinem Teehaus, die „Frau Miller“ in Schillers Kabale und Liebe, die Schwiegermutter in Bertolt Brechts Kaukasischem Kreidekreis, die „Miss Prism“ in Oscar Wildes Bunbury sowie die „Frau Überreif“ in Shakespeares Zweierlei Maß.
Daneben trat Kuhlmann bis in die 1970er Jahre regelmäßig in Film- und Fernsehproduktionen auf. So spielte sie unter der Regie Fritz Umgelters in Ganz groß in Kleinigkeiten, unter der Regie Wolfgang Liebeneiners in Betrug der Zeiten, unter der Regie Karl Fruchtmanns in Spaßmacher sowie die Ehefrau Willy Reicherts im Tatort Stuttgarter Blüten.
Elisabeth Kuhlmann war in Hamburg wohnhaft und starb 1987 im Niedersächsischen Landeskrankenhaus Lüneburg.

## Filmografie (Auswahl)
- 1957: Ganz groß in Kleinigkeiten
- 1961: Einladung ins Schloß
- 1961: Eine Geschichte aus Soho – Nerz ist in der kleinsten Hütte (Fernsehserie)
- 1965: Intermezzo
- 1966: Der gute Mensch von Sezuan
- 1967: Betrug der Zeiten
- 1967: Die Letzten
- 1968: Die Einladung
- 1969: Bleibe lasse
- 1969: Spaßmacher
- 1970: Nachbarn
- 1971: Ein Mordanschlag
- 1973: Tatort: Stuttgarter Blüten

## Hörspiele (Auswahl)
- 1959: Kurt Vethake: SOS... Gefahr an Bord – Regie: Werner Bornstedt (EP Athena)[3]
- ca. 1962: Wilhelm Busch: Max und Moritz – als Witwe Bolte (EP Opera)[4]
- 1963: Ilse Aichinger: Besuch im Pfarrhaus – Regie: Heinz von Cramer (Hörspiel – SDR)
- 1965: Ingmar Bergman: Die Stadt - Regie: Heinz von Cramer